# Conrad Wilhelm Mayer

Conrad Wilhelm Mayer

Conrad Wilhelm Mayer (* 28. Juni 1931 in Freiburg im Breisgau; † 18. Juni 2012) war ein deutscher Musikpädagoge, Chorleiter und Komponist. 1972 gründete er die Deutsche Kodály-Gesellschaft und förderte das auf Kodály basierende Klassensingen in Deutschland. Neben seiner Tätigkeit in der Musikpädagogik zeichnete Mayer intensiv; Ausstellungen seiner Federzeichnungen wurden in Breisach am Rhein gezeigt.

## Werdegang
Mayer wurde in Freiburg im Breisgau als Sohn von Wilhelm Hugo Mayer, einem Lehrer und Schriftsteller, und Katharina, der Tochter des St. Galler Steinmetzen Aulfinger, geboren. Als Junge sang er Sopran im Knabenchor von St. Konrad in Konstanz und nahm Privatunterricht bei den Bodensee-Malern Gertrudis Endres und Otto Marquardt. Später studierte er Philosophie und Theologie mit Ausbildung im Gregorianischen Choral, gefolgt von Musikpädagogik mit Schwerpunkt Gesang und Violine.

### Musikpädagoge
Mayer unterrichtete Musik an Gymnasien in Staufen, Lörrach, Emmendingen, Freiburg und Kirchzarten. Er wirkte außerdem als Komponist, Dirigent, Chorleiter und Sänger. 1988 leitete er gemeinsam mit anderen praktische Kurse zum Kodály-inspirierten Klassenchorsingen auf der 17. Bundesschulmusikwoche.
Ein Porträt in der Badischen Zeitung von 1993 stellte Mayer als Verfechter einer auf Kodály basierenden „Demokratisierung der Musik“ vor und hob sowohl seine langjährige Tätigkeit als Schulmusiklehrer als auch seine führende Rolle in der Deutschen Kodály-Gesellschaft hervor.

### Deutsche Kodály-Gesellschaft
Mayer gründete 1972 die Deutsche Kodály-Gesellschaft. Sie stellte ihre Aktivitäten später zeitweise ein und wurde im Juli 2011 in Weinstadt bei Stuttgart neu gegründet. Im Gründungsjahr fand in Emmendingen die Veranstaltung „Emmendinger Musiktage“ statt, ein mehrtägiges Treffen mit ungarischen Musikpädagogen (darunter Erzsébet Szőnyi). Ein zeitgenössischer Bericht schrieb Mayer, damals Oberstudienrat am örtlichen Gymnasium, sowohl die Initiative zur Gesellschaftsgründung als auch zum Festival zu.

### Veröffentlichungen
Mayer verfasste Der Relative Weg: Die Kodály-Methode im deutschen Musikunterricht (2., erweiterte Auflage 1980), ein Lehrerhandbuch, das das Kodály-Konzept für den deutschen Schulmusikunterricht anpasste. Außerdem veröffentlichte er Erzähl- und Spiellieder zum gemeinsamen Musizieren von Kindern und Erwachsenen (2003), eine Sammlung von zehn Kinderliedern mit didaktischen Anregungen und begleitender CD; das Buch wurde vom Musikpädagogen Hubert Minkenberg rezensiert.
Mayers Darstellung der Geschichte der Deutschen Kodály-Gesellschaft erschien 2002 unter dem Titel Der lange Weg einer guten Sache: 30 Jahre Deutsche Kodály-Gesellschaft e.V.

### Kunst und Ausstellungen
Ab 1994 lebte Mayer – mit einer kurzen Unterbrechung – etwa ein Jahrzehnt in Breisach am Rhein und beteiligte sich dort an kulturellen und pädagogischen Projekten. Seine Zeichnungen – häufig Stahlfederdarstellungen von Breisach – wurden 1996 und 2001 vor Ort ausgestellt; 2011 richtete das Museum für Stadtgeschichte im Rheintor eine kleine Geburtstagsausstellung seiner Breisach-Motive aus.
Mayer starb am 18. Juni 2012 im Alter von 80 Jahren.

## Ausgewählte Werke
- Der Relative Weg: Die Kodály-Methode im deutschen Musikunterricht. 2., erweiterte Auflage. Selbstverlag, 1980.[8]
- Der lange Weg einer guten Sache: 30 Jahre Deutsche Kodály-Gesellschaft e.V. Selbstverlag, 2002.[10]
- Erzähl- und Spiellieder zum gemeinsamen Musizieren von Kindern und Erwachsenen. Freiburg: Lambertus, 2003. ISBN 978-3-7841-1479-8.[9]